# Mims (Florida)
Mims es un lugar designado por el censo ubicado en el condado de Brevard en el estado estadounidense de Florida. En el Censo de 2010 tenía una población de 7.058 habitantes y una densidad poblacional de 121,97 personas por km².

## Geografía
Mims se encuentra ubicado en las coordenadas 28°41′29″N 80°50′38″O / 28.69139, -80.84389. Según la Oficina del Censo de los Estados Unidos, Mims tiene una superficie total de 57.87 km², de la cual 44.15 km² corresponden a tierra firme y (23.71%) 13.72 km² es agua.

## Demografía
Según el censo de 2010, había 7.058 personas residiendo en Mims. La densidad de población era de 121,97 hab./km². De los 7.058 habitantes, Mims estaba compuesto por el 83.92% blancos, el 12.37% eran afroamericanos, el 0.44% eran amerindios, el 0.67% eran asiáticos, el 0.01% eran isleños del Pacífico, el 0.77% eran de otras razas y el 1.83% pertenecían a dos o más razas. Del total de la población el 3.06% eran hispanos o latinos de cualquier raza.